# Lista de províncias e regiões indígenas do Panamá por IDH
Esta é uma lista de províncias e regiões indígenas (comarcas indígenas) do Panamá por Índice de Desenvolvimento Humano de 2019. As regiões indígenas são apresentadas na tabela em itálico.
| Classificação                     | Região                            | IDH (2019)                        |
| Desenvolvimento humano muito alto | Desenvolvimento humano muito alto | Desenvolvimento humano muito alto |
| --------------------------------- | --------------------------------- | --------------------------------- |
| 1                                 | Panamá                            | 0,846                             |
| 2                                 | Cólon                             | 0,823                             |
| –                                 | Panama                            | 0,805                             |
| 3                                 | Chiriqui                          | 0,814                             |
| 3                                 | Herrera                           | 0,814                             |
| 5                                 | Los Santos                        | 0,809                             |
| Desenvolvimento humano alto       |                                   |                                   |
| 6                                 | Coclé                             | 0,787                             |
| 7                                 | Veraguas                          | 0,754                             |
| 8                                 | Bocas del Toro                    | 0,744                             |
| 9                                 | Darien                            | 0,719                             |
| Desenvolvimento humano médio      |                                   |                                   |
| 10                                | Comarca Emberá                    | 0,636                             |
| 11                                | Kuna Yala                         | 0,604                             |
| 12                                | Ngäbe-Buglé                       | 0,585                             |